# Porteño

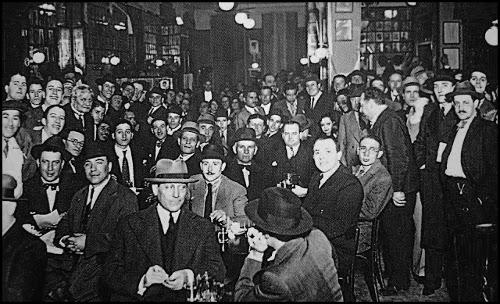
Porteños im Café Los Inmortales (dt. Café die Unsterblichen) um 1920

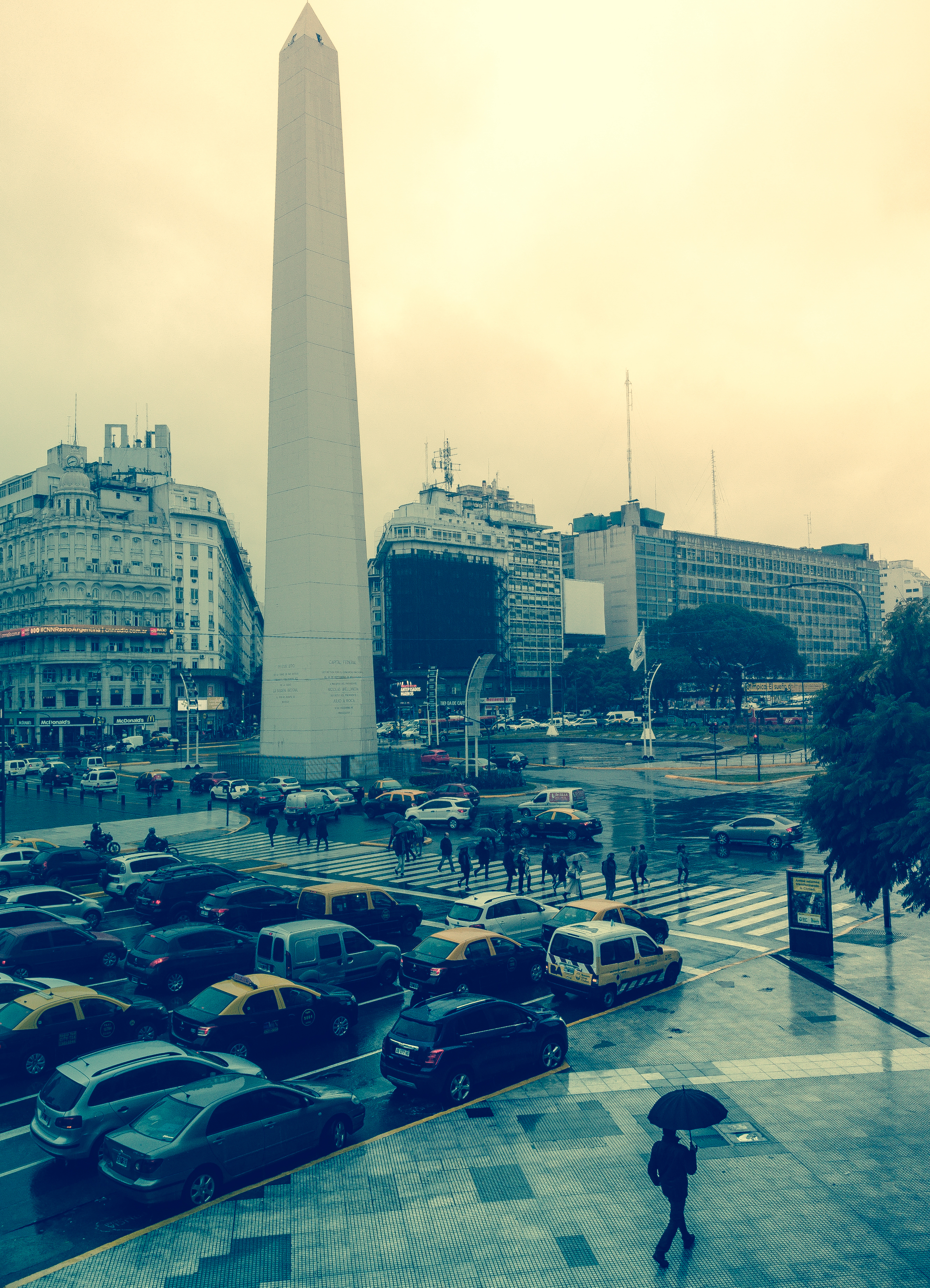
Buenos Aires mit Obelisk im Regen

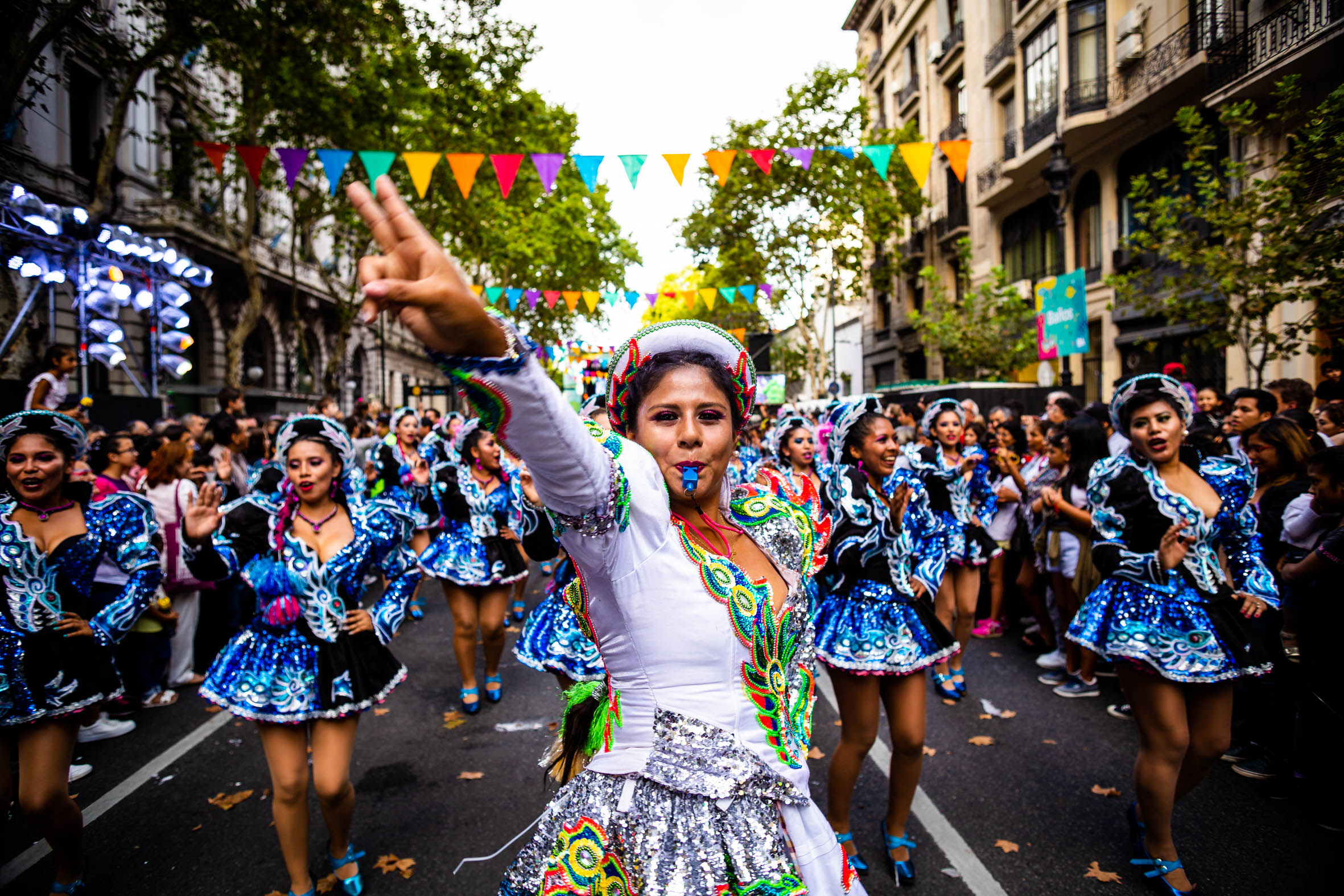
Porteñas beim Carnaval in der Avenida de Mayo, 2019

Porteño, oder weiblich Porteña, leitet sich vom spanischen „del Puerto“ (vom Hafen) bzw. „que vive en el puerto“ (lebt ihm Hafen") ab und wird benutzt, um eine Person, die in einer Hafenstadt lebt, zu bezeichnen. Der Ausdruck kann aber auch als Adjektiv für alles, was mit einer Hafenstadt in Verbindung steht, gebraucht werden. Üblicherweise bezieht sich Porteño auf die Hafenstadt Buenos Aires (Argentinien) und seit dem Ende des 19. Jahrhunderts meint man mit Porteños die Einwohner von Buenos Aires. Im Unterschied dazu bezeichnet Bonaerense einen Bewohner der Provinz Buenos Aires.

## Der Porteño in Argentinien
Als Auswirkung der europäischen Einwanderungswelle um 1880 wurde die Gegend um den Río de la Plata herum und insbesondere Buenos Aires mit Menschen europäischer Herkunft bevölkert, hauptsächlich Italienern und Spaniern. Wegen ihrer familiengeschichtlich ererbten oder selbst erlebten Erfahrung der Entwurzelung wird den Porteños ein von Melancholie geprägtes Naturell zugeschrieben, ein Mythos, den auch aufwändige Neuinszenierungen von Werken wie Astor Piazzollas „Tango Operita“ María de Buenos Aires am Leben erhalten. Oder in den Worten des Musikers Enrique Santos Discépolo, Autor von so berühmten Stücken wie Cafetín de Buenos Aires (1948), der über die Musikrichtung des Tango sagt: „Tango ist der traurige Gedanke, den man tanzen kann.“ Ein selbstironischer Zug findet sich in einem bekannten und in verschiedenen Variationen verbreiteten Bonmot. Es beschreibt den Porteño so:
„Ein Porteño ist ein entwurzelter Italiener, der spanisch spricht, sich französisch benimmt und wünscht, er wäre Engländer.“
Damit differenzierten sich die Porteños auch von den Spaniern. Dazu schrieb der aus der altansässigen argentinischen Elite stammende Schriftsteller Jorge Luis Borges über die Zeit um 1919:
„Spanien wurde damals von den Argentiniern erst langsam entdeckt. Bis dahin umgingen sogar bedeutende Schriftsteller wie Leopoldo Lugones und Ricardo Güiraldes Spanien bei ihren Europareisen. Das war keine Laune. Die Spanier in Buenos Aires hatten immer die niederen Berufe inne – als Hausdiener, Kellner, und Arbeiter –, oder sie waren kleine Kaufleute, während wir Argentinier selbst uns nie für Spanier hielten. Seit dem Jahre 1816, als wir unsere Unabhängigkeit von Spanien erklärten, hatten wir aufgehört, Spanier zu sein.“
Die Menschen des Inlandes und speziell des argentinischen Nordwestens sind größtenteils Kreolen, Mestizen und indigene Argentinier. Trotzdem besagt ein weiteres bekanntes Bonmot: „Die Mexikaner stammen von den Azteken, die Peruaner stammen von den Inkas und die Argentinier stammen von den Schiffen.“ Die Einwohner von Buenos Aires, auf jeden Fall, sahen sich als verschieden vom Rest des Landes an und grenzten sich mit der Bezeichnung Porteño ab. Dieses Bewusstsein hält bis heute an und beinhaltet auch eine stärkere Nähe zu den Einwohnern von Montevideo in Uruguay, das eine ähnliche Einwanderungsgeschichte hat und gleichfalls eine Hafenstadt ist. Der argentinische Schriftsteller Roberto Fontanarrosa erzählt dazu die folgende Anekdote:
„Als ich einmal meine Ferien in einer Küstenstadt im Süden Brasiliens verbrachte, ging ich in das dortige Fremdenverkehrsbüro, weil ich einige Informationen brauchte. Unter den Wartenden fiel mir ein Argentinier [...] auf, der sich mit einem offensichtlich als Dolmetscher und Führer fungierenden Brasilianer unterhielt. Um die Wartezeit etwas angenehmer zu gestalten, sagte der Brasilianer zu dem Touristen: "Ich bin in ihrem Land auch schon ein bißchen herumgekommen – Salta, Jujuy und einige andere Orte im Norden. Aus welchem Teil von Argentinien kommen Sie denn?" "Pompeya", (ein Viertel in Buenos Aires) antwortete der porteño.“
Fontanarrosa schließt mit der Folgerung: „Diese kleine Anekdote schildert ziemlich treffend, welchen Eindruck die porteños von ihrem eigenen Land haben. Für sie ist Buenos Aires ihr Land.“